# Liste der Nummer-eins-Hits in Malaysia (2021)
Diese Liste der Nummer-eins-Hits in Malaysia 2021 basiert auf den offiziellen Chartlisten der RIM. Die Charts basieren allein auf Musikstreaming.

## Singles
| ← 2020 ← | Liste der Nummer-eins-Hits in Malaysia | Liste der Nummer-eins-Hits in Malaysia | Liste der Nummer-eins-Hits in Malaysia | 2022 →                    |
| \| Zeitraum \| Wo. ges. \| Interpret \| Titel Autor(en) \| Zusätzliche Informationen \| \| (Zeitraum, Wochen auf Platz eins, Interpret, Titel, Autor[en], zusätzliche Informationen) \| \| \| \| \| \| ----------------------------------------------------------------------------------------- \| -------- \| ----------------------------- \| ---------------------------------------------------------------------------------------------------------------------------------------------------------------------------------------------------------- \| ------------------------- \| \| 18. Dezember 2020 – 7. Januar 2021 3 Wochen \| 3 \| Pink Sweats \| At My Worst John Graham Hill, David Bowden \| – \| \| 8. Januar 2021 – 11. Februar 2021 5 Wochen \| 5 \| Olivia Rodrigo \| Drivers License Daniel Leonard Nigro, Olivia Rodrigo \| – \| \| 12. Februar 2021 – 18. Februar 2021 1 Woche \| 1 \| Taylor Swift \| Love Story Taylor Alison Swift \| – \| \| 19. Februar 2021 – 11. März 2021 3 Wochen \| 3 \| Giveon \| Heartbreak Anniversary Maneesh Bidaye, Rupert Thomas Jr., Varren Jerome Lloyd Wade, Giveon D. Evans \| – \| \| 12. März 2021 – 18. März 2021 1 Woche \| 1 \| Rosé \| Gone Jessie Lauren Foutz, Brian D. Lee, Park Hong-jun \| – \| \| 19. März 2021 – 25. März 2021 1 Woche \| 1 \| Rosé \| On the Ground Amy Rose Allen, Raúl Ignacio Cubina, Jonathan David Bellion, Jorgen Michael Odegard \| – \| \| 26. März 2021 – 22. April 2021 4 Wochen (insgesamt 6) \| 6 \| Silk Sonic \| Leave the Door Open Peter Gene Hernandez, Dernst Emile, Brandon Paak Anderson, Christopher Steven Brown \| – \| \| 23. April 2021 – 29. April 2021 1 Woche \| 1 \| The Weeknd \| Save Your Tears Max Martin, Abel Tesfaye, Ahmad Balshe, Oscar Thomas Holter, Jason Matthew Quenneville \| – \| \| 30. April 2021 – 13. Mai 2021 2 Wochen (insgesamt 6) \| 6 \| Silk Sonic \| Leave the Door Open Peter Gene Hernandez, Dernst Emile, Brandon Paak Anderson, Christopher Steven Brown \| – \| \| 14. Mai 2021 – 20. Mai 2021 1 Woche \| 1 \| Doja Cat feat. SZA \| Kiss Me More Carter Lang, David A. Sprecher, Rogét Chahayed, Amala Ratna Dlamini, Lukasz Gottwald, Stephen Alan Kipner, Gerard A. Powell, Solána Imani Rowe, Terry Shaddick \| – \| \| 21. Mai 2021 – 8. Juli 2021 7 Wochen (insgesamt 8) \| 8 \| BTS \| Butter Jenna Lauren A. E. Andrews, Alexander Joshua Bilowitz, Sebastian Garcia, Robert Francis Grimaldi, Stephen Kirk, Kim Nam-Joon, Ron Perry \| – \| \| 9. Juli 2021 – 29. Juli 2021 3 Wochen \| 3 \| BTS \| Permission to Dance Edward Christopher Sheeran, Johnny McDaid, Jenna Andrews, Steven McCutcheon \| – \| \| 30. Juli 2021 – 26. August 2021 4 Wochen (insgesamt 5) \| 5 \| The Kid Laroi & Justin Bieber \| Stay Charlton Kenneth Jeffrey Howard, Justin Drew Bieber, Blake Slatkin, Charlie Puth, Magnus August Høiberg, Michael Mulé, Isaac De Boni, Omer Fedi, Subhaan Rahmaan \| – \| \| 27. August 2021 – 2. September 2021 1 Woche (insgesamt 8) \| 8 \| BTS \| Butter Jenna Lauren A. E. Andrews, Alexander Joshua Bilowitz, Sebastian Garcia, Robert Francis Grimaldi, Stephen Kirk, Kim Nam-Joon, Ron Perry \| – \| \| 3. September 2021 – 9. September 2021 1 Woche (insgesamt 5) \| 5 \| The Kid Laroi & Justin Bieber \| Stay Charlton Kenneth Jeffrey Howard, Justin Drew Bieber, Blake Slatkin, Charlie Puth, Magnus August Høiberg, Michael Mulé, Isaac De Boni, Omer Fedi, Subhaan Rahmaan \| – \| \| 10. September 2021 – 16. September 2021 1 Woche \| 1 \| Lisa \| Lalisa Rebecca Rose Johnson, Park Hong-jun, Seol Jeong-hun \| – \| \| 17. September 2021 – 23. September 2021 1 Woche (insgesamt 2) \| 2 \| Lee Hi \| Only Shinae An Wheeler \| – \| \| 24. September 2021 – 30. September 2021 1 Woche \| 1 \| Coldplay & BTS \| My Universe Oscar Thomas Holter, Guy Rupert Berryman, Jonathan Mark Buckland, William Champion, Christopher Anthony John Martin, Jeong Ho-seok, Min Yoon-gi, Kim Nam-jun, Bill Rahko, Martin Karl Sandberg \| – \| \| 1. Oktober 2021 – 7. Oktober 2021 1 Woche (insgesamt 2) \| 2 \| Lee Hi \| Only Shinae An Wheeler \| – \| \| 8. Oktober 2021 – 14. Oktober 2021 1 Woche \| 1 \| Lisa \| Money Rebecca Rose Johnson, Kim Jung-gu, Lee Jun-seok, Seol Jeong-hun \| – \| \| 15. Oktober 2021 – 11. November 2021 4 Wochen (insgesamt 10) \| 10 \| Adele \| Easy on Me Gregory Allen Kurstin, Adele Laurie Blue Adkins \| – \| \| 12. November 2021 – 18. November 2021 1 Woche \| 1 \| Taylor Swift \| All Too Well (Taylor’s Version) Taylor Alison Swift, Liz Rose \| – \| \| 19. November 2021 – 30. Dezember 2021 6 Wochen (insgesamt 10) \| 10 \| Adele \| Easy on Me Gregory Allen Kurstin, Adele Laurie Blue Adkins \| – \| \| 31. Dezember 2021 – 13. Januar 2022 2 Wochen \| 2 \| Gayle \| Abcdefu Sara Elizabeth Davis, David Bruce Pittenger, Taylor Gayle Rutherfurd \| – \| |                                        |                                        | |                           |
| ← 2020 |                                        |                                        | | → 2022 →                  |
| Zeitraum | Wo. ges.                               | Interpret                              | Titel Autor(en) | Zusätzliche Informationen |
| (Zeitraum, Wochen auf Platz eins, Interpret, Titel, Autor[en], zusätzliche Informationen) |                                        |                                        | |                           |
| 18. Dezember 2020 – 7. Januar 2021 3 Wochen | 3                                      | Pink Sweats                            | At My Worst John Graham Hill, David Bowden | –                         |
| 8. Januar 2021 – 11. Februar 2021 5 Wochen | 5                                      | Olivia Rodrigo                         | Drivers License Daniel Leonard Nigro, Olivia Rodrigo | –                         |
| 12. Februar 2021 – 18. Februar 2021 1 Woche | 1                                      | Taylor Swift                           | Love Story Taylor Alison Swift | –                         |
| 19. Februar 2021 – 11. März 2021 3 Wochen | 3                                      | Giveon                                 | Heartbreak Anniversary Maneesh Bidaye, Rupert Thomas Jr., Varren Jerome Lloyd Wade, Giveon D. Evans | –                         |
| 12. März 2021 – 18. März 2021 1 Woche | 1                                      | Rosé                                   | Gone Jessie Lauren Foutz, Brian D. Lee, Park Hong-jun | –                         |
| 19. März 2021 – 25. März 2021 1 Woche | 1                                      | Rosé                                   | On the Ground Amy Rose Allen, Raúl Ignacio Cubina, Jonathan David Bellion, Jorgen Michael Odegard | –                         |
| 26. März 2021 – 22. April 2021 4 Wochen (insgesamt 6) | 6                                      | Silk Sonic                             | Leave the Door Open Peter Gene Hernandez, Dernst Emile, Brandon Paak Anderson, Christopher Steven Brown | –                         |
| 23. April 2021 – 29. April 2021 1 Woche | 1                                      | The Weeknd                             | Save Your Tears Max Martin, Abel Tesfaye, Ahmad Balshe, Oscar Thomas Holter, Jason Matthew Quenneville | –                         |
| 30. April 2021 – 13. Mai 2021 2 Wochen (insgesamt 6) | 6                                      | Silk Sonic                             | Leave the Door Open Peter Gene Hernandez, Dernst Emile, Brandon Paak Anderson, Christopher Steven Brown | –                         |
| 14. Mai 2021 – 20. Mai 2021 1 Woche | 1                                      | Doja Cat feat. SZA                     | Kiss Me More Carter Lang, David A. Sprecher, Rogét Chahayed, Amala Ratna Dlamini, Lukasz Gottwald, Stephen Alan Kipner, Gerard A. Powell, Solána Imani Rowe, Terry Shaddick                                | –                         |
| 21. Mai 2021 – 8. Juli 2021 7 Wochen (insgesamt 8) | 8                                      | BTS                                    | Butter Jenna Lauren A. E. Andrews, Alexander Joshua Bilowitz, Sebastian Garcia, Robert Francis Grimaldi, Stephen Kirk, Kim Nam-Joon, Ron Perry                                                             | –                         |
| 9. Juli 2021 – 29. Juli 2021 3 Wochen | 3                                      | BTS                                    | Permission to Dance Edward Christopher Sheeran, Johnny McDaid, Jenna Andrews, Steven McCutcheon | –                         |
| 30. Juli 2021 – 26. August 2021 4 Wochen (insgesamt 5) | 5                                      | The Kid Laroi & Justin Bieber          | Stay Charlton Kenneth Jeffrey Howard, Justin Drew Bieber, Blake Slatkin, Charlie Puth, Magnus August Høiberg, Michael Mulé, Isaac De Boni, Omer Fedi, Subhaan Rahmaan                                      | –                         |
| 27. August 2021 – 2. September 2021 1 Woche (insgesamt 8) | 8                                      | BTS                                    | Butter Jenna Lauren A. E. Andrews, Alexander Joshua Bilowitz, Sebastian Garcia, Robert Francis Grimaldi, Stephen Kirk, Kim Nam-Joon, Ron Perry                                                             | –                         |
| 3. September 2021 – 9. September 2021 1 Woche (insgesamt 5) | 5                                      | The Kid Laroi & Justin Bieber          | Stay Charlton Kenneth Jeffrey Howard, Justin Drew Bieber, Blake Slatkin, Charlie Puth, Magnus August Høiberg, Michael Mulé, Isaac De Boni, Omer Fedi, Subhaan Rahmaan                                      | –                         |
| 10. September 2021 – 16. September 2021 1 Woche | 1                                      | Lisa                                   | Lalisa Rebecca Rose Johnson, Park Hong-jun, Seol Jeong-hun | –                         |
| 17. September 2021 – 23. September 2021 1 Woche (insgesamt 2) | 2                                      | Lee Hi                                 | Only Shinae An Wheeler | –                         |
| 24. September 2021 – 30. September 2021 1 Woche | 1                                      | Coldplay & BTS                         | My Universe Oscar Thomas Holter, Guy Rupert Berryman, Jonathan Mark Buckland, William Champion, Christopher Anthony John Martin, Jeong Ho-seok, Min Yoon-gi, Kim Nam-jun, Bill Rahko, Martin Karl Sandberg | –                         |
| 1. Oktober 2021 – 7. Oktober 2021 1 Woche (insgesamt 2) | 2                                      | Lee Hi                                 | Only Shinae An Wheeler | –                         |
| 8. Oktober 2021 – 14. Oktober 2021 1 Woche | 1                                      | Lisa                                   | Money Rebecca Rose Johnson, Kim Jung-gu, Lee Jun-seok, Seol Jeong-hun | –                         |
| 15. Oktober 2021 – 11. November 2021 4 Wochen (insgesamt 10) | 10                                     | Adele                                  | Easy on Me Gregory Allen Kurstin, Adele Laurie Blue Adkins | –                         |
| 12. November 2021 – 18. November 2021 1 Woche | 1                                      | Taylor Swift                           | All Too Well (Taylor’s Version) Taylor Alison Swift, Liz Rose | –                         |
| 19. November 2021 – 30. Dezember 2021 6 Wochen (insgesamt 10) | 10                                     | Adele                                  | Easy on Me Gregory Allen Kurstin, Adele Laurie Blue Adkins | –                         |
| 31. Dezember 2021 – 13. Januar 2022 2 Wochen | 2                                      | Gayle                                  | Abcdefu Sara Elizabeth Davis, David Bruce Pittenger, Taylor Gayle Rutherfurd | –                         |